# Asti de Dirràquium
Asti de Dirràquium o Aberist (Shën Asti en albanès) era el segon bisbe de Durrës (província romana de Macedònia, cap de la comunitat cristiana de la zona que havia succeït Cesari. Durant la persecució del regnat de Trajà va ésser detingut pel governador Agrícola i, en no voler abjurar del cristianisme, torturat. La tradició diu que va ésser fuetejat amb claus i puntes oxidats i crucificat; el seu cos va ésser cobert de mel perquè les abelles i els insectes el fessin patir més fins a la mort.
En presenciar el seu martiri, set cristians que havien fugit d'Itàlia van recuperar el seu i es van declarar cristians, essent també condemnats i llençats encadenats a la mar Adriàtica perquè s'ofeguessin; són coneguts com els Sants Màrtirs de Dirràquium.

## Veneració
Venerat per l'Església catòlica i l'Església Ortodoxa, la festa del sant bisbe és el dia 5 de juliol. A més, també és recordat el 7 de juliol amb els altres màrtirs de la ciutat. En alguns santorals ortodoxos també consta la festa el 4 de juny.